# Гнедых, Александр Иванович
Александр Иванович Гнедых (укр. Олександр Іванович Гнєдих; род. 28 марта 1956) — украинский дипломат. Чрезвычайный и Полномочный Посланник 1 класса.

## Биография
Родился 28 марта 1956 года.
С 1995 по февраль 1997 года — временный поверенный по делам Украины в Испании.
С 3 ноября 2005 по 6 августа 2008 года — Чрезвычайный и Полномочный Посол Украины на Кубе.
С 2 июня 2006 по 6 августа 2008 года — Чрезвычайный и Полномочный Посол Украины в Доминиканской Республике по совместительству.

## Дипломатический ранг
Чрезвычайный и Полномочный Посланник 1 класса (2006)